# Mistrzostwa Europy w Kolarstwie Torowym 2016
Mistrzostwa Europy w Kolarstwie Torowym 2016 – 7. w historii mistrzostwa Europy w kolarstwie torowym. Odbyły się między 19 a 23 października 2016 roku w hali Vélodrome de Saint-Quentin-en-Yvelines we francuskim Yvelines.

## Medaliści

### Mężczyźni
| Konkurencja                        | Złoto                                                                                           | Srebro                                                                                         | Brąz                                                                                     |
| ---------------------------------- | ----------------------------------------------------------------------------------------------- | ---------------------------------------------------------------------------------------------- | ---------------------------------------------------------------------------------------- |
| Sprint indywidualny                | Pawieł Jakuszewski                                                                              | Roy van den Berg                                                                               | Andrij Wynokurow                                                                         |
| Sprint drużynowy                   | Polska Maciej Bielecki · Kamil Kuczyński · Mateusz Rudyk · Mateusz Lipa                         | Wielka Brytania Jack Carlin · Ryan Owens · Joseph Truman                                       | Niemcy Eric Engler · Robert Förstemann · Jan May                                         |
| Wyścig indywidualny na dochodzenie | Corentin Ermenault                                                                              | Filippo Ganna                                                                                  | Dion Beukeboom                                                                           |
| Wyścig drużynowy na dochodzenie    | Francja Thomas Denis · Corentin Ermenault · Florian Maitre · Sylvain Chavanel · Benjamin Thomas | Włochy Filippo Ganna · Simone Consonni · Francesco Lamon · Michele Scartezzini · Liam Bertazzo | Wielka Brytania Matthew Bostock · Oliver Wood · Kian Emadi · Mark Stewart · Steven Burke |
| Keirin                             | Tomáš Bábek                                                                                     | Andrij Wynokurow                                                                               | Charly Conord                                                                            |
| Omnium                             | Albert Torres                                                                                   | Gaël Suter                                                                                     | Benjamin Thomas                                                                          |
| 1000 m                             | Quentin Lafargue                                                                                | Eric Engler                                                                                    | Tomáš Bábek                                                                              |
| Wyścig punktowy                    | Niklas Larsen                                                                                   | Kenny De Ketele                                                                                | Raman Ramanau                                                                            |
| Scratch                            | Gaël Suter                                                                                      | Adrian Tekliński                                                                               | Wim Stroetinga                                                                           |
| Wyścig eliminacyjny                | Loïc Perizzolo                                                                                  | Christos Wolikakis                                                                             | Jiří Hochmann                                                                            |
| Madison                            | Hiszpania Sebastián Mora · Albert Torres                                                        | Francja Morgan Kneisky · Benjamin Thomas                                                       | Belgia Kenny De Ketele · Moreno De Pauw                                                  |

### Kobiety
| Konkurencja                        | Złoto                                                                                            | Srebro                                                                                          | Brąz                                                                    |
| ---------------------------------- | ------------------------------------------------------------------------------------------------ | ----------------------------------------------------------------------------------------------- | ----------------------------------------------------------------------- |
| Sprint indywidualny                | Simona Krupeckaitė                                                                               | Anastasija Wojnowa                                                                              | Tania Calvo                                                             |
| Sprint drużynowy                   | Rosja Darja Szmielowa · Anastasija Wojnowa                                                       | Hiszpania Tania Calvo · Helena Casas                                                            | Litwa Simona Krupeckaitė · Miglė Marozaitė                              |
| Wyścig indywidualny na dochodzenie | Katie Archibald                                                                                  | Justyna Kaczkowska                                                                              | Anna Turvey                                                             |
| Wyścig drużynowy na dochodzenie    | Włochy Elisa Balsamo · Tatiana Guderzo · Simona Frapporti · Silvia Valsecchi · Francesca Pattaro | Polska Justyna Kaczkowska · Katarzyna Pawłowska · Daria Pikulik · Nikol Płosaj · Łucja Pietrzak | Wielka Brytania Emily Kay · Dannielle Khan · Manon Lloyd · Emily Nelson |
| Keirin                             | Lubow Basowa                                                                                     | Nicky Degrendele                                                                                | Simona Krupeckaitė                                                      |
| Omnium                             | Katie Archibald                                                                                  | Kirsten Wild                                                                                    | Lotte Kopecky                                                           |
| 500 m                              | Darja Szmielowa                                                                                  | Pauline Grabosch                                                                                | Anastasija Wojnowa                                                      |
| Wyścig punktowy                    | Kirsten Wild                                                                                     | Jolien D’Hoore                                                                                  | Katarzyna Pawłowska                                                     |
| Scratch                            | Aušrinė Trebaitė                                                                                 | Elinor Barker                                                                                   | Kirsten Wild                                                            |
| Wyścig eliminacyjny                | Kirsten Wild                                                                                     | Katie Archibald                                                                                 | Laurie Berthon                                                          |
| Madison                            | Belgia Jolien D’Hoore · Lotte Kopecky                                                            | Wielka Brytania Emily Kay · Emily Nelson                                                        | Holandia Nina Kessler · Kirsten Wild                                    |

## Tabela medalowa
| Miejsce | Państwo         | złoto | srebro | brąz | Razem |
| ------- | --------------- | ----- | ------ | ---- | ----- |
| 1.      | Francja         | 3     | 1      | 3    | 7     |
| 2.      | Rosja           | 3     | 1      | 1    | 5     |
| 3.      | Wielka Brytania | 2     | 4      | 2    | 8     |
| 4.      | Holandia        | 2     | 2      | 4    | 8     |
| 5.      | Hiszpania       | 2     | 1      | 1    | 4     |
| 6.      | Szwajcaria      | 2     | 1      | 0    | 3     |
| 7.      | Litwa           | 2     | 0      | 2    | 4     |
| 8.      | Belgia          | 1     | 3      | 2    | 6     |
| 9.      | Polska          | 1     | 3      | 1    | 5     |
| 10.     | Włochy          | 1     | 2      | 0    | 3     |
| 11.     | Ukraina         | 1     | 1      | 1    | 3     |
| 12.     | Czechy          | 1     | 0      | 2    | 3     |
| 13.     | Dania           | 1     | 0      | 0    | 1     |
| 14.     | Niemcy          | 0     | 2      | 1    | 3     |
| 15.     | Grecja          | 0     | 1      | 0    | 1     |
| 16=     | Białoruś        | 0     | 0      | 1    | 1     |
| 16=     | Irlandia        | 0     | 0      | 1    | 1     |